# Mademoiselle et son bébé
Pour plus de détails, voir Fiche technique et Distribution.
Mademoiselle et son bébé (Bachelor Mother) est une comédie américaine réalisée par Garson Kanin, sortie en 1939.

## Synopsis
Une jeune femme, vendeuse dans un grand magasin (Ginger Rogers), est prise pour la mère d'un bébé abandonné. Un concours de circonstances et l'intervention du fils du directeur du magasin (David Niven) l'obligent à le garder. La suite des événements va rapprocher ces deux personnages.

## Fiche technique
- Titre original : Bachelor Mother
- Titre français : Mademoiselle et son bébé
- Réalisation : Garson Kanin
- Scénario : Norman Krasna, d'après une histoire de Felix Jackson
- Direction artistique : Van Nest Polglase et Carroll Clark (associé)
- Décors : Darrell Silvera
- Costumes : Irene
- Photographie : Robert de Grasse
- Son : Richard Van Hessen
- Montage : Henry Berman et Robert Wise
- Musique : Roy Webb
- Production : Buddy G. DeSylva
- Directeur de production : Pandro S. Berman
- Société de production : RKO Pictures
- Société de distribution : RKO Pictures
- Pays d'origine :  États-Unis
- Langue : anglais
- Format : Noir et blanc — 35 mm — 1,37:1 — Son : Mono (RCA Victor System)
- Genre : Comédie romantique
- Durée : 82 minutes
- Dates de sortie : 
  - États-Unis : 30 juin 1939 (New York), 4 août 1939 (sortie nationale)
  - France : 20 décembre 1939

## Distribution
- Ginger Rogers (VF : Mony Dalmès) : Polly Parrish
- David Niven (VF : Robert Ancelin) : David Merlin et non René Dary
- Charles Coburn (VF : Jean Brochard) : John B. Merlin
- Frank Albertson (VF : René Dary) : Freddie Miller
- E.E. Clive : Majordome
- Elbert Coplen Jr. : Johnnie
- Ferike Boros : Mme Weiss
- Ernest Truex : Freddie Miller
- Dennie Moore : Mary
- Leonard Penn : Jérôme Weiss
- Frank M. Thomas : le médecin de l'orphelinat

Acteurs non crédités
- Dorothy Adams : Secrétaire
- Jean De Briac : Serveur
- Horace McMahon : Juge sur la piste de danse
- Barbara Pepper (VF : Lita Recio) : l’hôtesse se retrouvant sur la piste de danse avec David Merlin

## Autour du film
Un jouet dérivé du célèbre canard de Disney, Donald Duck, joue un rôle important dans plusieurs séquences du film.